# Бухарєв Владислав Вікторович
Бу́харєв Владисла́в Ві́кторович (нар. 14 березня 1969, місто Лебедин, Сумська область) — український офіцер спецслужб, генерал-полковник.
Перший заступник Голови СБУ — начальник ГУ по боротьбі з корупцією та організованою злочинністю Центрального управління СБУ (вересень — листопад 2019; березень — липень 2014), Голова Служби зовнішньої розвідки України (червень — вересень 2019), Народний депутат України VIII скликання.
Спеціальне звання — генерал-лейтенант податкової міліції.

## Життєпис

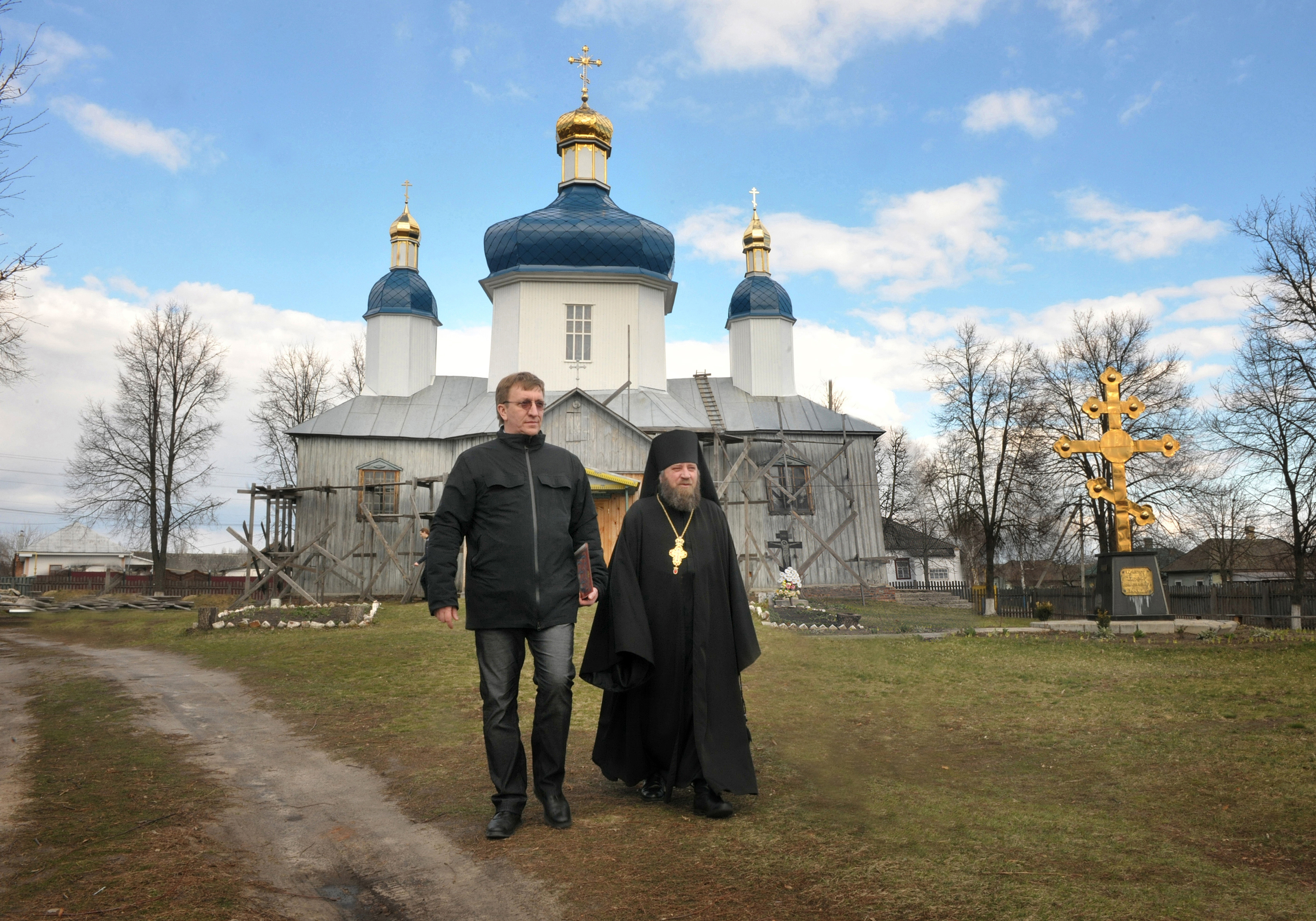
В.Бухарєв, Сумська область 2017.

- Вересень 1986 — серпень 1987 року — студент Одеського електротехнічного інституту зв'язку ім. Попова;
- Серпень 1987 — червень 1992 — курсант Київського вищого військового інженерного училища зв'язку, служба в Збройних силах СРСР.
- Червень 1992 — грудень 2007 — служба в органах Служби безпеки України на оперативних та керівних посадах.
- Грудень 2007 — березень 2010 — перший заступник Голови Державної податкової адміністрації України — начальник податкової міліції.
- Березень 2010 — березень 2014 — пенсіонер органів СБУ.
- Березень 2014 — липень 2014 — перший заступник Голови СБУ — начальник Головного управління по боротьбі з корупцією та організованою злочинністю.[3]
- Липень 2014 — жовтень 2014 року — офіцер з особливих доручень Голови Служби безпеки України.
- З жовтня 2014 року — народний депутат Верховної Ради України. Обраний по одномандатному 162 виборчому округу. На час виборів — безпартійний. Член фракції «Батьківщина». Член Комітету Верховної Ради України з питань законодавчого забезпечення правоохоронної діяльності. Голова підкомітету з питань боротьби з організованою злочинністю Комітету Верховної Ради України з питань законодавчого забезпечення правоохоронної діяльності.

- 11 червня 2019 року указом Президента Володимира Зеленського призначений на посаду голови Служби зовнішньої розвідки України.[4]

- 15 липня 2019 введений до складу РНБО.[5]

- 12 вересня 2019 Зеленський звільнив Бухарєва з посади голови Служби зовнішньої розвідки[6], натомість його було призначено першим заступником голови СБУ, начальником Головного управління по боротьбі з корупцією та організованою злочинністю (відомого також як "управління «К»)[7].

- 8 листопада 2019 Зеленський звільнив Бухарєва з посади першого заступника Голови СБУ — начальника Головного управління по боротьбі з корупцією та організованою злочинністю СБУ.[8]

- 21 листопада 2019 року виведений зі складу РНБОУ.[9]

- 6 листопада 2019 року отримав військове звання генерал-полковника.[10]

- З травня 2020 року — Радник Міністра внутрішніх справ України.
- З серпня 2021 року перебуває у відставці.

## Сім'я
Дружина: Бухарєва (Коротєєва) Олена Олександрівна.
Діти: Олексій, Юлія.

## Освіта
- Київське вище військове інженерне училище зв'язку (1992, кваліфікація — інженер-зв'язківець).
- Інститут підготовки кадрів Служби безпеки України (1994)
- Сумський державний університет (2018, кваліфікація — юрист) — кандидат юридичних наук

## Нагороди та відзнаки
- Орден «За заслуги» II та ІІІ ступенів[11]
- Медаль ФСБ Росії «За боевое содружество» (2004)[12][13]
- Почесна грамота Верховної Ради України, Почесна грамота Кабінету Міністрів України;
- почесна відзнака Комітету ВРУ з питань боротьби з організованою злочинністю і корупцією «Честь, Мужність, Закон»
- нагрудний знак «Почесна зірка Служби безпеки України», нагрудний знак «Почесна відзнака Служби безпеки України»
- відзнака Управління боротьби з наркотиками (ДЕА) Міністерства юстиції США
- відзнака Служби безпеки України — нагрудний знак «Хрест Доблесті» ІІ та І ступенів
- відзнака Служби безпеки України — нагрудний знак «За боротьбу з корупцією та організованою злочинністю»

Почесний громадянин міста Лебедин.